# Xylota micrura
Xylota micrura är en tvåvingeart som först beskrevs av Charles Howard Curran 1941.  Xylota micrura ingår i släktet vedblomflugor, och familjen blomflugor. Inga underarter finns listade i Catalogue of Life.